# Lennart Eng
Lennart Eng, född 1950 i Stockholm, är en svensk illustratör och barnboksförfattare.

## Biografi
Lennart Eng studerade grafisk design, konst, konsthistoria och arkitekturhistoria. Han illustrerade bland annat barnböcker skrivna av andra författare, men kom år 2000 att börja skriva egna bilderböcker. Lennart Eng har varit ordförande för intresseorganisationen Svenska Tecknare. Han satt även i juryn för ALMA-priset. År 2003 nominerades boken Valdemar i världshavet till Augustpriset i kategorin barn- och ungdomslitteratur.